# Francesco Ruberto
Francesco Ruberto (Lamezia Terme, 19 marzo 1993) è un calciatore italiano naturalizzato svizzero, portiere del Sion.

## Statistiche

### Presenze e reti nei club
Statistiche aggiornate al 30 giugno 2019.
| Stagione        | Squadra         | Campionato      | Campionato | Campionato | Coppe nazionali | Coppe nazionali | Coppe nazionali | Coppe continentali | Coppe continentali | Coppe continentali | Altre coppe | Altre coppe | Altre coppe | Totale | Totale | Totale |
| Stagione        | Squadra         | Comp            | Pres       | Reti       | Comp            | Pres            | Reti            | Comp               | Pres               | Reti               | Comp        | Pres        | Reti        | Pres   | Reti   |        |
| --------------- | --------------- | --------------- | ---------- | ---------- | --------------- | --------------- | --------------- | ------------------ | ------------------ | ------------------ | ----------- | ----------- | ----------- | ------ | ------ | ------ |
| 2013-2014       | Thun            | SL              | 0          | 0          | CS              | -               | -               | UEL                | 0                  | 0                  | -           | -           | -           | 0      | 0      |        |
| 2014-2015       | Thun            | SL              | 0          | 0          | CS              | -               | -               | -                  | -                  | -                  | -           | -           | -           | 0      | 0      |        |
| 2015-2016       | Thun            | SL              | 9          | -10        | CS              | 3               | -1              | UEL                | 0                  | 0                  | -           | -           | -           | 12     | -11    |        |
| 2016-2017       | Thun            | SL              | 7          | -8         | CS              | 1               | -2              | -                  | -                  | -                  | -           | -           | -           | 9      | -10    |        |
| 2017-2018       | Thun            | SL              | 18         | -31        | CS              | 2               | -4              | -                  | -                  | -                  | -           | -           | -           | 20     | -35    |        |
| 2018-2019       | Thun            | SL              | 0          | 0          | CS              | 0               | 0               | -                  | -                  | -                  | -           | -           | -           | 0      | 0      |        |
| Totale Thun     | Totale Thun     | Totale Thun     | 34         | -49        |                 | 6               | -7              |                    | -                  | -                  |             | -           | -           | 40     | -56    |        |
| Totale carriera | Totale carriera | Totale carriera | 34         | -49        |                 | 6               | -7              |                    | -                  | -                  |             | -           | -           | 40     | -56    |        |